# 에반겔로스 랄리스
에반겔로스 랄리스는 그리스의 테니스 선수이다. 그는 아테네에서 열린 1896년 하계 올림픽에 참가했다.
랄리스는 남자 단식 경기에서 팀동료인 데메트리오스 페트로코키노스를 꺾고 2라운드에 진출했다. 그런데 하필이면 금메달리스트인 영국의 존 피우스 볼랜드를 만나서 패하고 말았다.
남자 복식 경기에서 페트로코키노스가 단식에서의 복수를 했다. 콘스탄티노스 파스파티스와 짝을 이뤄 출전한 복식 경기에서는 그리스/이집트인인 디오니시오스 카스다글리스와 페트로콕키노스에게 졌다. 출전한 5팀 중 공동 4위를 기록했다.